# Dietrich Wilhelm Heinrich Busch
Dietrich Wilhelm Heinrich Busch (Marburgo, 16 marzo 1788 – Berlino, 15 marzo 1858) è stato un chirurgo tedesco.

## Biografia
Nel 1806 conseguì il dottorato in medicina presso l'Università di Marburgo, diventando professore associato di chirurgia nel 1814. Nel 1817 fu nominato professore di ostetricia a Marburgo, e nel 1820-1829 fu direttore del dipartimento di ostetricia. Nel 1829 succedette ad Adam Elias von Siebold (1775-1828), come professore e direttore della clinica ostetrica presso l'Università Humboldt di Berlino; fu anche rettore dell'università nel 1835-1836. Rimase come direttore della clinica ostetrica di Berlino fino alla sua morte.
Tra i suoi allievi più noti a Berlino sono stati Carl Siegmund Franz Credé (1819-1892), Karl von Hecker (1827-1882) e Bernhard Sigmund Schultze (1827-1919). Dopo la sua morte, gli succedette a Berlino, Eduard Arnold Martin (1809-1875).
Nel corso della sua carriera fu editore delle riviste; Gemeinsame Zeitschrift für Geburtskunde (1825–34), Neue Zeitschrift für Geburtskunde (1834-53) e Monatsschrift für Geburtskunde (1853–58).

## Pubblicazioni principali
- Lehrbuch der Geburtskunde (1829).
- Die theoretische und practische geburtskunde durch abbildungen erläutert, (1838).
- Das Geschlechtsleben des Weibes in physiologischer, pathologischer und therapeutischer Hinsicht, 5 volumi (1839–44).
- Atlas geburtshülflicher Abbildungen, mit Bezugnahme auf das Lehrbuch der Geburtskunde, (1841).
- Handbuch der Geburtskunde in alphabetischer Ordnung, 4 volumi w/A. Moser (1840–43).